# I amsterdam
I amsterdam was een bezienswaardigheid die vanaf 2005 op diverse plaatsen in Amsterdam verscheen bestaande uit grote rode en witte letters die de woorden I amsterdam vormen in avenirfont (de a en m zijn dan nog met elkaar verbonden) vormen. De woorden werden in 2004 uitverkozen tot opvolger van de slogan Amsterdam has it.

I love New York

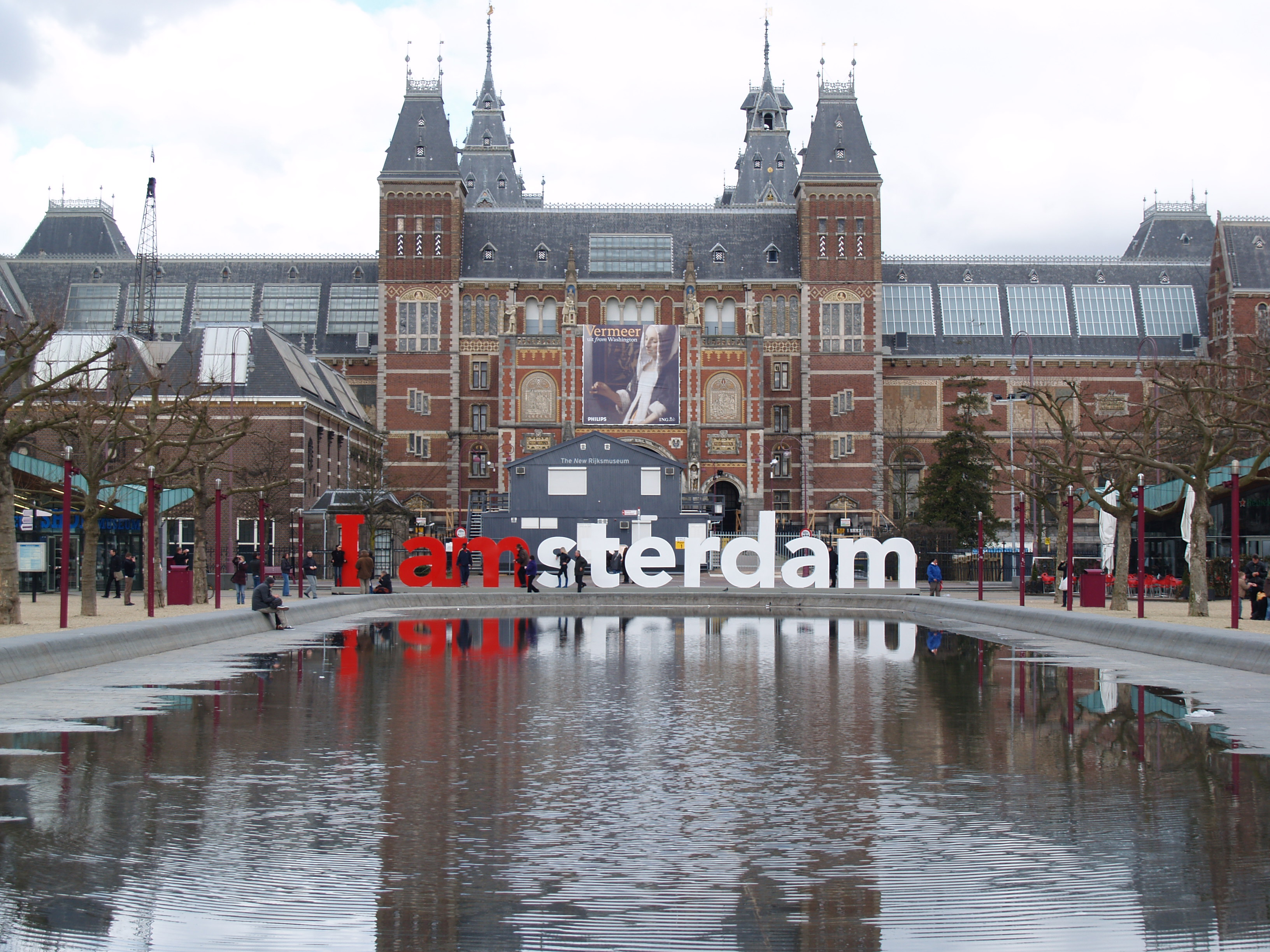
De meeste bekendheid verwierven de letters 'I Amsterdam' op het Museumplein tussen de vijver en het Rijksmuseum op de achtergrond; 30 maart 2009.

Ze werden naar een ontwerp van KesselsKramer uitgevoerd in rood, wit en zwart, kleuren van het wapen van Amsterdam. KesselsKramer lieten zich daarbij inspireren door Michel Glasers I love New York. Het bureau moest om tot uitvoering te komen een overeenkomst sluiten met graficus Vanessa van Dam, die een aantal jaren eerder I amsterdammer had verzonnen.
De letters 'I amsterdam' zijn tussen de twee en drie meter hoog en het totale "beeld" is 23,5 meter lang; het materiaal is staal. Er werd voor die grote maten gekozen omdat het de bedoeling was ze te introduceren bij Sail Amsterdam 2005 (het werd echter de Fashionweek) en dus vanaf het water zichtbaar moesten zijn.
De lettercombinaties verschenen onder meer op het Museumplein, Luchthaven Schiphol en bij de RAI Amsterdam. De plaatsing kwam in de tijd van uitbouw van sociale media. Bedoeld of onbedoeld werd de lettergroep een toeristische attractie, met name voor toeristen (meest bij de letters op het Museumplein) die zichzelf voor een selfie wilden vastleggen met de lettergroep op de achtergrond.
De lettergroep op het Museumplein werd in december 2018 verwijderd; die bij de RAI werd in februari 2019 verwijderd. Ze trokken te veel toeristen naar plaatsen waar het toch al druk was. Die groepen zouden voortaan zo nu en dan op min of meer willekeurige plaatsen in de stad verschijnen. Op de Luchthaven Schiphol bleef de lettergroep 'I Amsterdam’ aanwezig.
Na 2018 bleef de variant aan de Sloterplas in Amsterdam Nieuw-West gehandhaafd als I amsterdam Sloterplas aan de zuidoever. Deze locatie lokt veel minder toeristen dan de binnenstad. Bovendien is de lettergroep deels onherkenbaar gemaakt door 'STER' plat op de grond te leggen, waardoor het beeld niet goed op één foto is te krijgen. Het wordt daarbij nog eens omringd door allerlei fitnessstellages. Het is bedoeld als 'freerunning parcours'. De 'STER' wordt dan ook soms als tafel gebruikt om meegenomen voedsel of tassen op te plaatsen of even te ontspannen, ook voor mensen die het wandel- of trimparcours 'Rondje Sloterplas' volgen. Ook is het een geliefd klim- en speelobject.

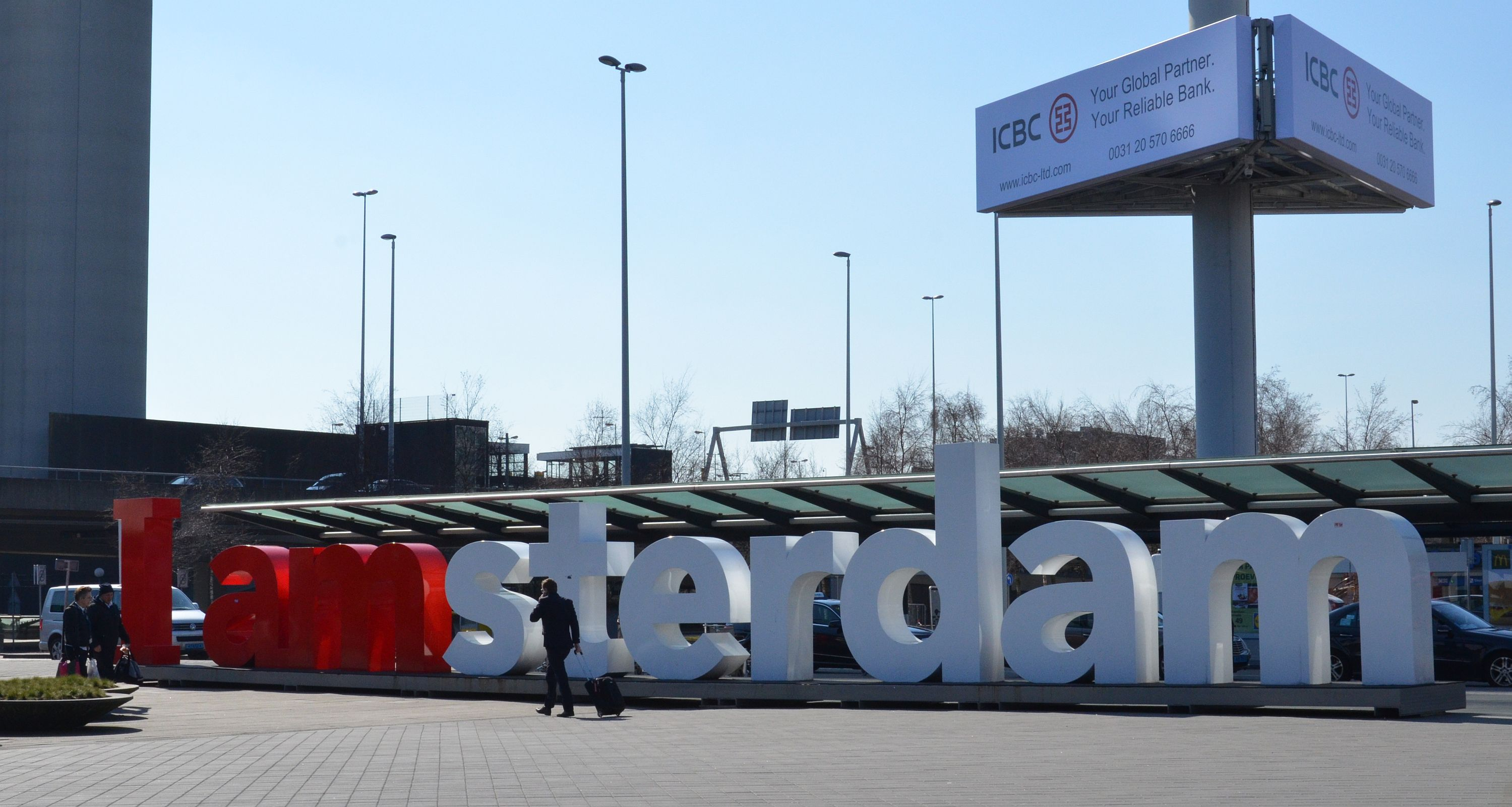
I amsterdam op Schiphol; 29 maart 2013.
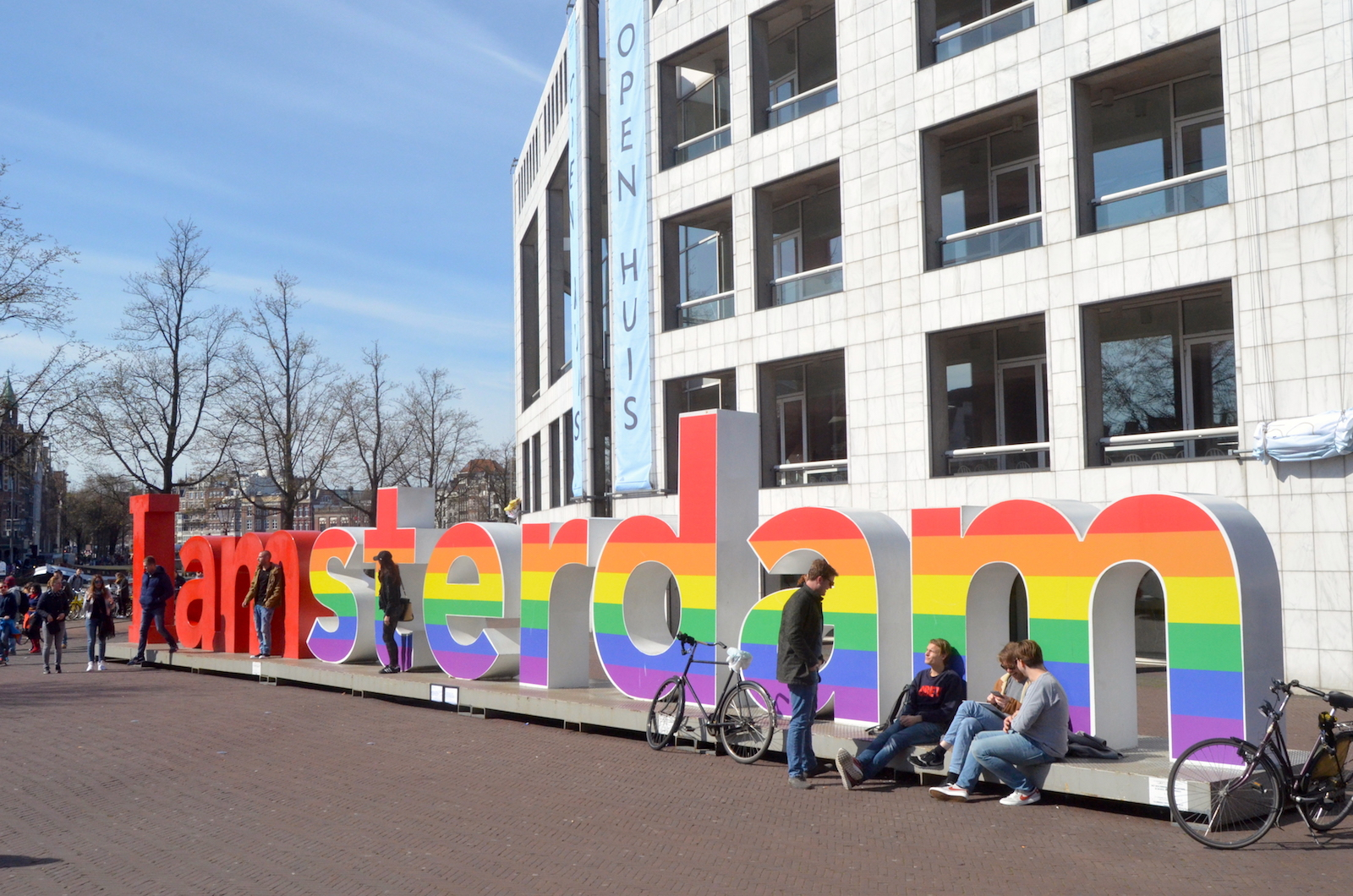
I amsterdam in Regenbooguitvoering bij de Stopera; 1 april 2016.
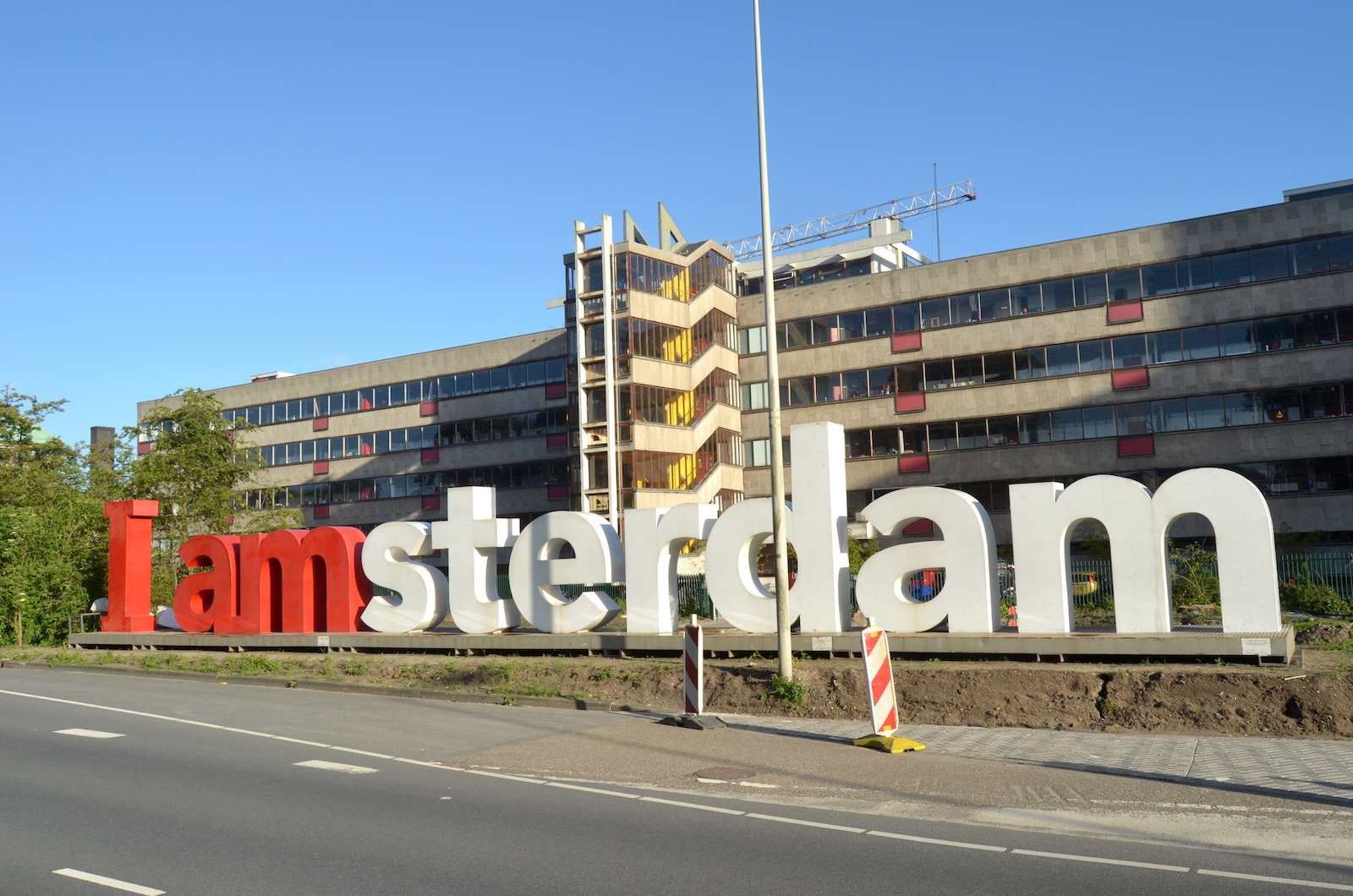
I amsterdam bij Broedplaats Lely aan de Cornelis Lelylaan; 9 juni 2017.
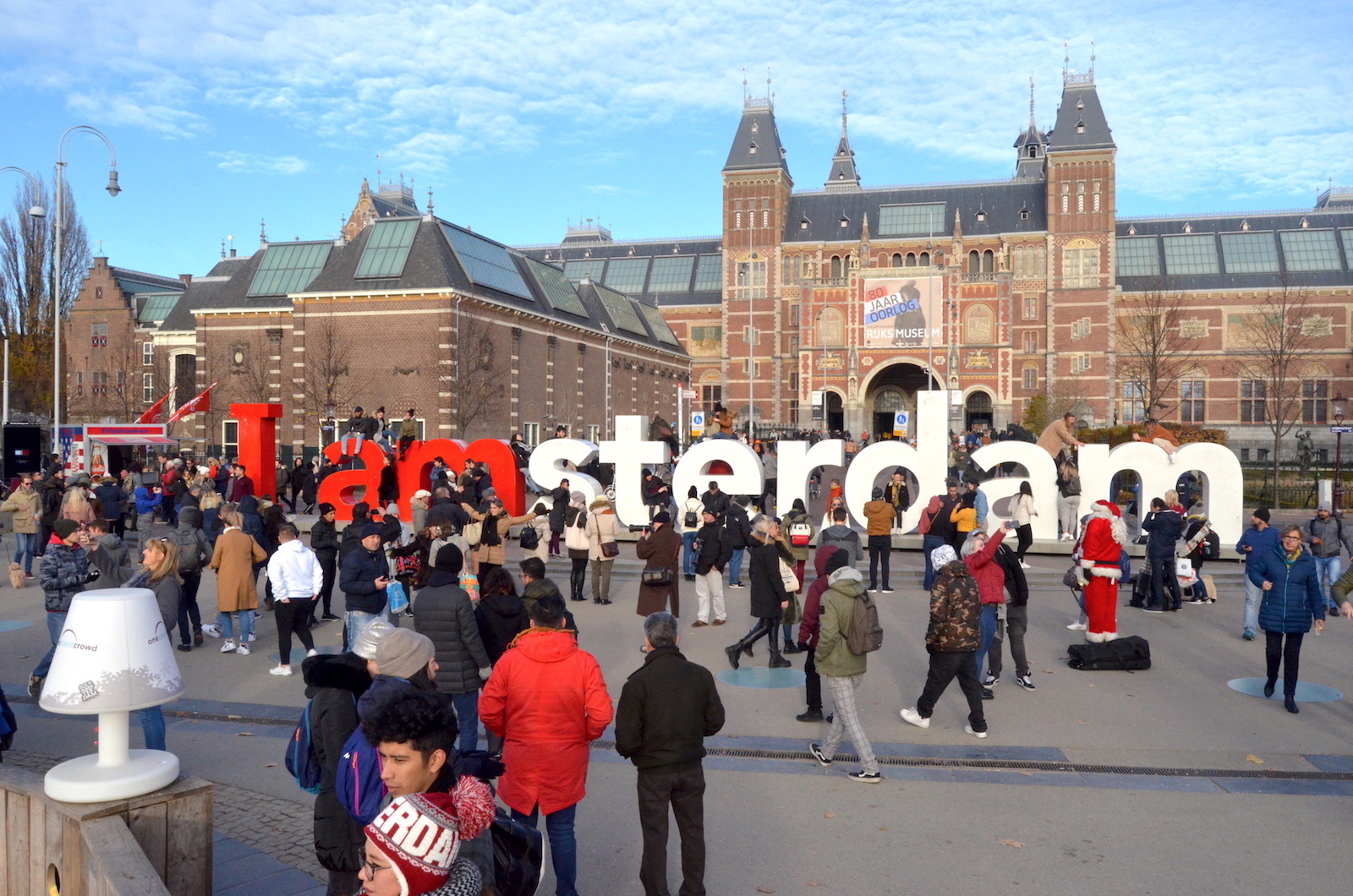
Toeristendrukte bij I amsterdam, kort voor de verwijdering van het Museumplein; 18 november 2018.
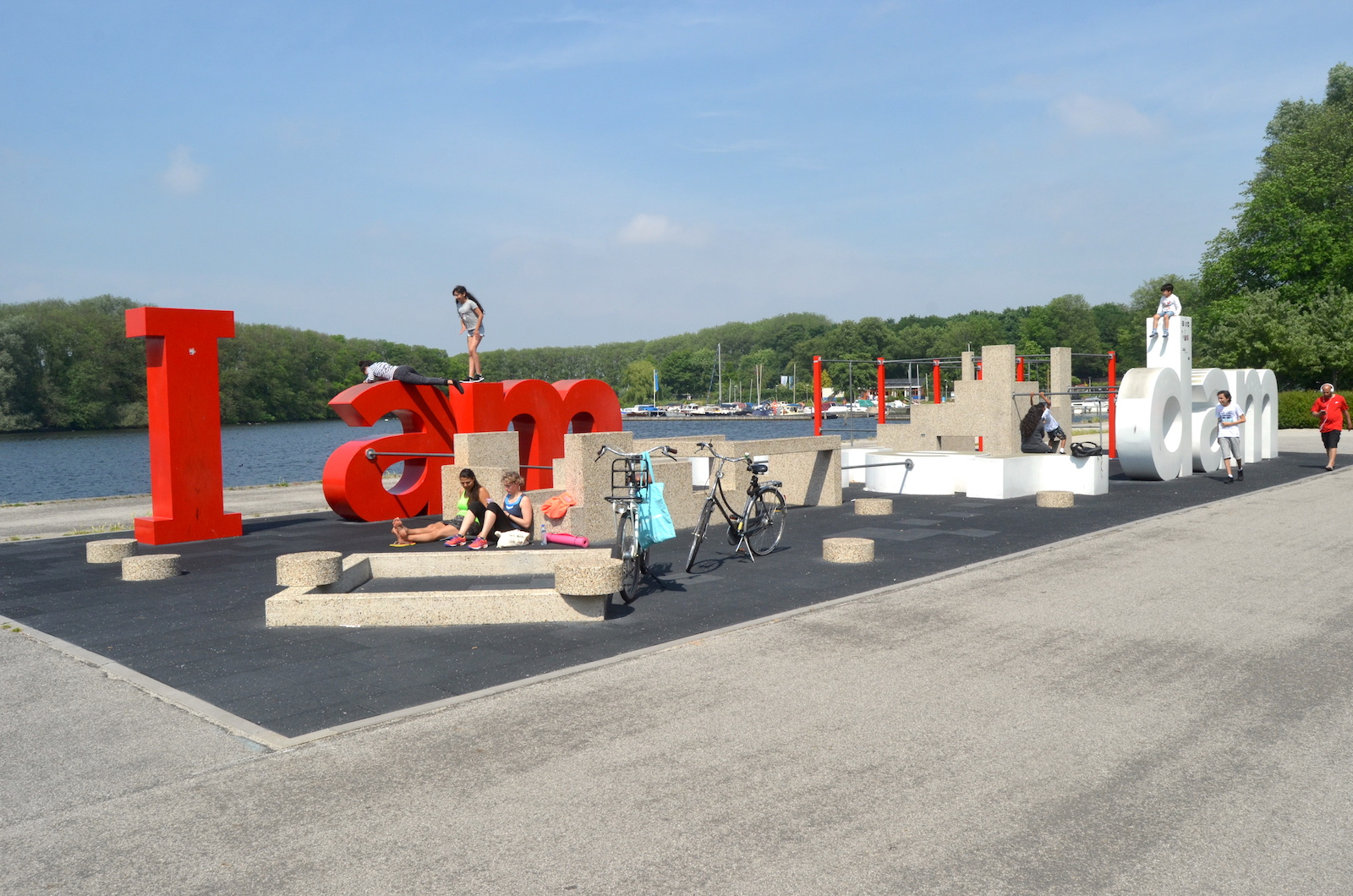
I amsterdam als speelobject aan de Sloterplas; 3 juni 2017.
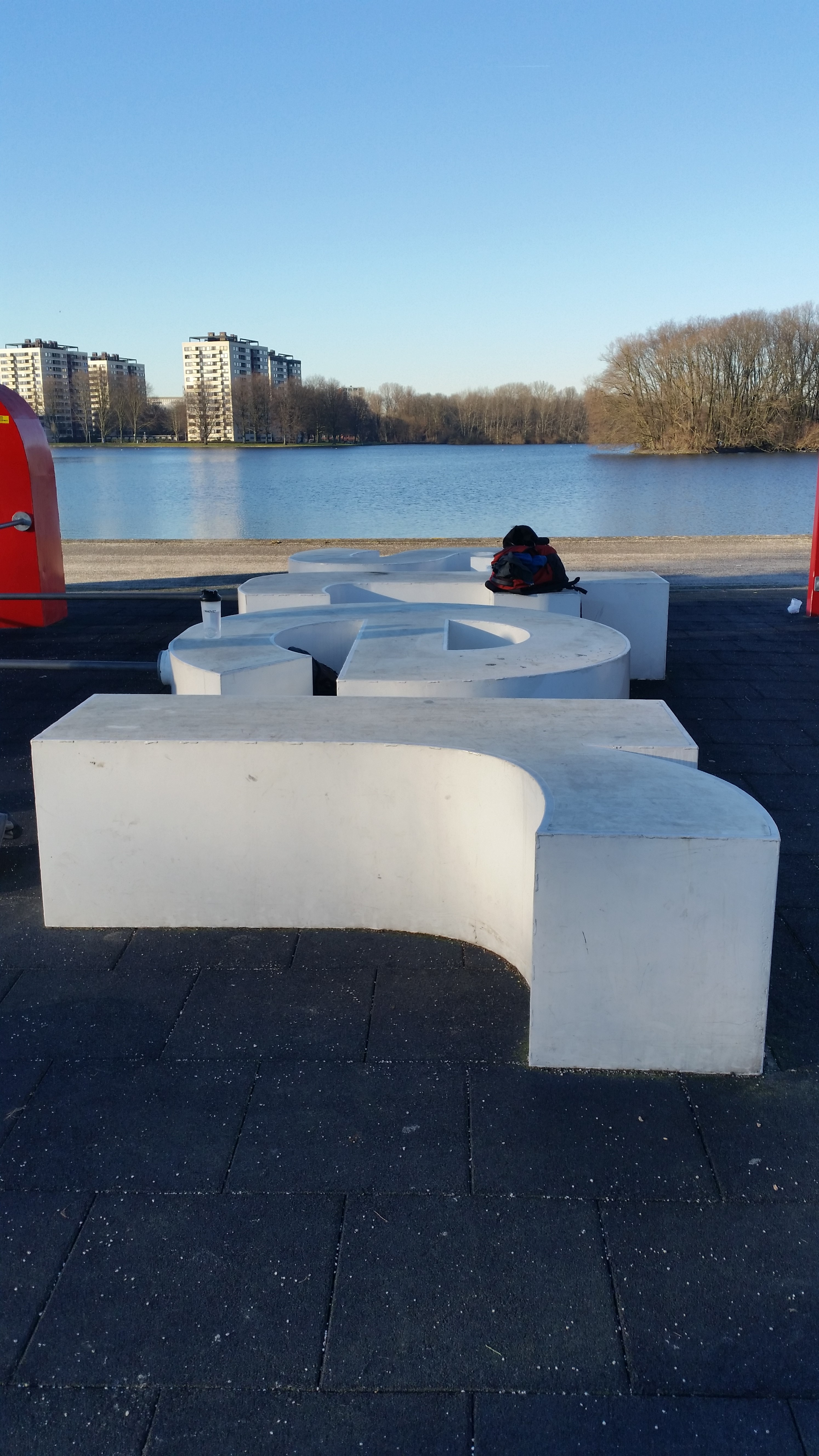
Liggende STER met op achtergrond Torenwijck; 15 februari 2019.